# Alburnus nasreddini
Alburnus nasreddini е вид лъчеперка от семейство Шаранови (Cyprinidae). Видът е критично застрашен от изчезване.